# Дылда
«Ды́лда» — российский драматический фильм Кантемира Балагова. Лента вышла в прокат 20 июня 2019 года.

## Сюжет
Действие происходит в 1945 году в Ленинграде, Ия Сергеевна, высокая женщина по прозвищу «Дылда», работает медсестрой в ленинградской больнице под руководством доктора Николая Ивановича. Иногда у Ии случаются припадки. Она живёт в коммунальной квартире с Пашкой, маленьким трехлетним мальчиком, который представлен всем как сын. Однажды, Ия случайно душит ребёнка до смерти во время приступа. Через несколько дней её подруга и любовница Маша, возвращаясь в форме с фронта, приходит к Ии и спрашивает, где её (Маши) сын Пашка.
Огорченная его смертью, но понимающая, Маша зовёт Ию на танцы, но они оказались закрыты.  Они принимают приглашение посидеть с мужчиной Сашей и его другом на их машине. Маша приказывает Ии выйти из машины, чтобы она пошла на «прогулку» с Сашиным другом, чтобы Маша могла заняться сексом с очень застенчивым Сашей. Ия нападает на друга Саши, когда он пытается соблазнить её, и бьет Сашу по голове, когда она видит, что он занимается сексом с Машей. На следующий день, находясь в общей бане, Ия замечает шрам на животе Маши. Маша уклоняется от ответа.  Маша говорит ей, что хочет родить ребёнка.
Маша устраивается работать в больнице, рассказывая доктору Ивановичу, что они с Ией вместе были зенитчицами, но Ия была демобилизована после контузии, а Маша продолжила службу в армии. Вскоре после этого жена Степана, парализованного солдата, приезжает в больницу. Маша после недомогания проходит обследование, где и Дылде сказали, что Маше удалили матку после ранения. Степан-паралитик не может смириться с мыслью о том, что придется жить и быть обузой своей семье. Вместе с женой они умоляют Николая Ивановича помочь в суициде. Николай сначала категорически против этой идеи, но в конце концов смягчается, попросив Ию выполнить задание и указав, что это будет «в последний раз». Ия нерешительно соглашается и в течение одной ночи делает Степану укол. Маша, находясь на ночном дежурстве и лежа из-за усталости из-за войны, наблюдает за Ией и Степаном.
Маша просит Ию родить ребёнка, который будет у Маши. Маша напоминает ей, что она «должна» ей ребёнка после того, как она позволила Пашке умереть на её попечении. На корпоративе Маша просит доктора Ивановича оплодотворить Ию, он отказывается, но она шантажирует его, угрожая обнародовать эвтаназию. Маша говорит, что ей все равно, если Ия тоже разоблачена. Позже в их комнате Ия настаивает на том, чтобы Маша так же лежала рядом в постели, в то время как доктор осеменяет Ию. Ия рыдает во время секса.
После этого Маша продолжает встречаться с Сашей из машины, которого встретила в больнице, расстраивая Ию, которая смущена и ревнует. Ия не уверена, что беремена. Примеряя платье для соседки-швеи, Маша лихорадочно вертится снова и снова. Ия успокаивает Машу, целуя её. Маша сначала отбивается от неё, но у Ии случается эпизод, во время которого Маша крепко целует её в ответ. Позже, после ссоры, в которой Ия приказывает Саше перестать приходить к ним в квартиру с едой, но Саша приглашает Машу познакомиться с его родителями. Ия идет к дому доктора Ивановича и со слезами на глазах просит его оплодотворить её. Он отказывается, но приглашает её пойти с ним и завтра уехать из города.
Маша навещает родителей Саши в их большом, шикарном поместье, где Саша представляет её как свою девушку, которая вскоре станет его женой, но Маша получает очень холодный ответ. Мать осуждает Машу за то, что она была "ППЖ" походно-полевой женой. Маша сказала, что жила с разными солдатами, которые способны её обеспечить и защитить, так зарабатывала на хлеб и осталась цела, сказав при этом матери Саши, что она там даже на 100 грамм хлеба не заработала, не то, чтобы выжить, что были многочисленные аборты. Она утверждает, что Саша любит её, и у них родится ребёнок, подаренный им от подруги. Мать предупреждает Машу, что Саше с ней станет скучно, и он бросит её. Разъяренный Саша выбегает из комнаты, а Маша едет на трамвае домой одна.
По дороге домой трамвай Маши сбивает высокую женщину. Маша не может опознать женщину, мертвую под трамваем, и бежит домой, чтобы найти Ию, у которой случился приступ. Ия рассказывает, что на самом деле она не беременна. Маша начинает бить её, но останавливается. Маша обещает Ии, что Саша больше не придет, и что отныне они будут вместе, будут жить хорошо и вместе растить здорового ребёнка, который будет похож на обеих матерей, и вылечит их от всей боли, которую они несли до сих пор. Они плачут вместе в объятиях.

## В ролях
- Виктория Мирошниченко — Ия Сергеевна
- Василиса Перелыгина — Маша
- Константин Балакирев — Степан
- Андрей Быков — Николай Иванович
- Тимофей Глазков — Пашка
- Игорь Широков — Саша
- Ксения Кутепова — Любовь Петровна

## Прокат
29 января 2020 года фильм вышел в прокат в Северной Америке.
Кассовые сборы в России + СНГ на 21.07.2019 составили 28 037 795 руб.
Сборы в мире составили $1,591,621.

## Награды
Фильм был выдвинут от России на кинопремию «Оскар» в категории «Лучший международный художественный фильм». 17 декабря 2019 года фильм был включён в шорт-лист претендентов на премию «Оскар», однако в итоговый список номинантов не попал.
Актриса Виктория Мирошниченко была номинирована на премию Европейской киноакадемии в категории «Лучшая актриса».
21 декабря 2020 года стало известно, что «Дылда» признан лучшим фильмом на иностранном языке в 2020 году по версии Ассоциации кинокритиков Лос-Анджелеса.
- Приз ФИПРЕССИ на Каннском кинофестивале в 2019 году.
- Приз за лучшую режиссуру в программе «Особый взгляд» на Каннском кинофестивале в 2019 году[9].
- Гран-при Международного кинофестиваля «Зеркало» в 2019 году.
- Гран-при IX Сахалинского международного кинофестиваля[10].
- Главный приз ХХV Женевского международного кинофестиваля[11].
- Приз FIPRESCI Международной федерации кинопрессы в номинации «Лучший фильм на иностранном языке» на ХХXI кинофестивале в Палм-Спрингс[12].
- Азиатско-Тихоокеанская кинопремия (APSA) за 2019 год
  - за лучший сценарий (К. Балагов, А. Терехов)
  - за лучшую работу оператора (К. Середа)
- Национальная премия кинокритики и кинопрессы «Белый слон», приз за лучший фильм, лучшую режиссёрскую, операторскую работу и лучшую работу художника[13].
- Национальная кинематографическая премия «Ника» за 2019 год
  - приз за лучшую работу звукорежиссёра (Р. Алимов)
  - приз за лучшую женскую роль (В. Мирошниченко)[14]